# The District Attorney's Triumph
The District Attorney's Triumph è un cortometraggio muto del 1910 prodotto dalla Lubin. Il nome del regista non viene riportato nei credit del film che ha come protagonista Albert McGovern, un attore che lavorò per qualche anno alla Lubin.

## Produzione
Il film fu prodotto dalla Lubin Manufacturing Company.

## Distribuzione
Distribuito dalla General Film Company, il film - un cortometraggio di 236,22 metri - venne distribuito nelle sale statunitensi il 15 agosto 1910. Nelle proiezioni, veniva programmato con il sistema dello split reel, accorpato in un'unica bobina con un altro cortometraggio prodotto dalla Lubin, The Duck Farm.